# Station Hannover Bismarckstraße
Station Hannover Bismarckstraße (Haltepunkt Hannover Bismarckstraße) is een spoorwegstation in de Duitse stad Hannover, op de grens van de stadsdelen Südstadt en Bult, in de deelstaat Nedersaksen. Het station ligt aan de spoorlijn Hannover - Kassel, spoorlijn Hannover - Würzburg en de spoorlijn Hannover - Soest. Het station wordt uitsluitend door S-Bahn-treinen bediend.  

## Geschiedenis

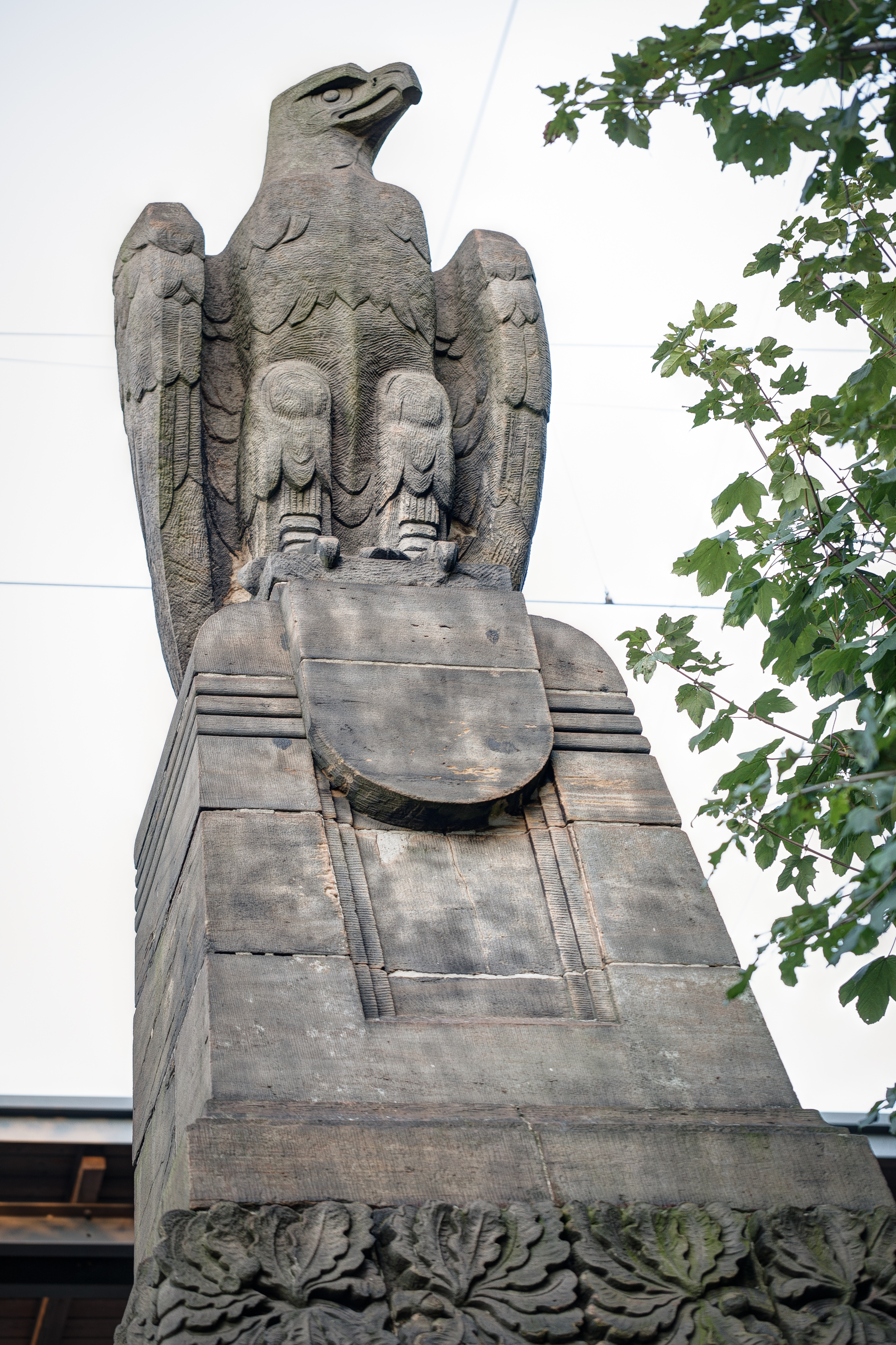
Een van de vier stenen arenden bij de onderdoorgang (2013)

Vanwege stedenbouwkundige redenen werd de spoorlijn Hannover - Kassel zuidelijk van de al hoger gelegen Hauptbahnhof tussen 1906 en 1909 hoger gelegd, om overwegen met het wegverkeer te vermijden. Gelijktijdig werd de spoorlijn Hannover Südbahnhof - Hannover-Linden van de spoorlijn Hannover - Altenbeken via de Altenbekener Damm gesloopt, om deze vervolgens parallel te leggen aan de nieuwe goederenlijn om Hannover. Aan de nu viersporige lijn werd de halte Hannover Bismarckstraße op 1 mei 1911 geopend; uit dat jaar stamt ook het behouden stationsgebouw.
De hoger gelegen sporen waren te bereiken via een tunnel vanaf de hal in het stationsgebouw. Hier waren ook loketten en andere stationsfaciliteiten gevestigd. Zowel het vroegere stationsgebouw als de onderdoorgangen hebben een monumentenstatus. Bijzonder zijn de vier stenen arenden, die op de hoeken van de onderdoorgang in de verlengde van de Bismarckstraße staan ten zuiden van het stationsgebouw.
In de jaren '60 werd de halte (Haltepunkt) tot station (Bahnhof) opgewaardeerd, maar later in de jaren '70 weer gedegradeerd tot halte. Gelijktijdig werd het loket gesloten.
Voor het S-Bahn-verkeer werd het station, met behoud van kenmerkende delen, verbouwd. De toegang tot de perrons verliep niet meer via het stationsgebouw maar direct vanaf de straat, zuidelijk van het stationsgebouw. Het stationsgebouw werd gesloten, waarna vervolgens hier een restaurant in werd gevestigd.
Zuidelijk van de halte takt de spoorlijn naar Altenbeken af van de lijn naar Kassel. Oorspronkelijk waren de sporen 1 en 2 voor de treinen naar Altenbeken en de sporen 3 en 4 voor de treinen naar Kassel. In het kader van de S-Bahn-bouw werd het emplacement aan de zuidzijde ingrijpend gewijzigd, zodanig dat alle sporen voor alle richtingen mogelijk zijn.
Goederenverkeer had het station niet, maar noordelijk van het station lag het Goederenstation Hannover Zuid, dat via spoor 1 te bereiken was. Dit goederenstation werd tussen 1990 en 1994 gesloopt. 

## Indeling
Het station heeft twee eilandperrons met beide twee perronsporen, deze zijn deels overkapt. De perrons zijn te bereiken via een trap en een lift, vanaf de onderdoorgang tussen de straat Mainzer Straße en het park Alte Bult. In deze onderdoorgang zijn er een aantal fietsenstallingen. Voor het station is er een parkeerplaats en een taxistandplaats. Aan de straat Mainzer Straße ligt de bushalte "Hannover Bismarckstraße". 

## Verbindingen
Het station Bismarckstraße is, sinds de start van de S-Bahn naar Hildesheim in 2009, alleen een halte voor treinen van de S-Bahn van Hannover. De perronsporen 3 en 4 worden niet veel meer gebruikt. Deze werden tot 2009 eenmaal per twee uur gebruikt door de metronom-treinen Uelzen - Göttingen en de regionale trein Hannover - Hildesheim. Voordat de metronom-stop verviel, vreesde men, dat de vele studenten uit de Südstadt hun directe verbinding met Göttingen verloren. De OV-raad van de Regio Hannover voerde in 2008 een reizigersonderzoek uit. Het resultaat was dat er maximaal 31 instappers per trein waren, waardoor de raad de bezwaren ongegrond verklaarde.
De volgende treinseries doen het station Hannover Bismarckstraße aan:
| Serie | Treinsoort             | Route | Bijzonderheden                                |
| ----- | ---------------------- | --- | --------------------------------------------- |
| S1    | S-Bahn (DB Regio Nord) | Minden (Westf) – Haste – Seelze – Hannover Hbf – Hannover Bismarckstraße – Weetzen – Barsinghausen – Haste |                                               |
| S2    | S-Bahn (DB Regio Nord) | Nienburg (Weser) – Seelze – Hannover Hbf – Hannover Bismarckstraße – Weetzen – Barsinghausen – Haste       | Zondags alleen Nienburg - Hannover            |
| S21   | S-Bahn (DB Regio Nord) | Hannover Hbf – Hannover Bismarckstraße – Weetzen – Barsinghausen                                           | Alleen tijdens de spits                       |
| S4    | S-Bahn (DB Regio Nord) | Bennemühlen – Hannover Hbf – Hannover Bismarckstraße – Hannover Messe/Laatzen – Hildesheim Hbf             | Bennemühlen - Hannover Hbf 2x per uur (ma-za) |
| S5    | S-Bahn (DB Regio Nord) | Hannover Flughafen – Hannover Hbf – Hannover Bismarckstraße – Hamelen – Bad Pyrmont – Paderborn Hbf        | Flughafen - Hamelen 2x per uur                |
| S51   | S-Bahn (DB Regio Nord) | Seelze – Hannover Hbf – Hannover Bismarckstraße – Hamelen                                                  | Alleen tijdens de spits                       |
| S8    | S-Bahn (DB Regio Nord) | Hannover Flughafen – Hannover Hbf – Hannover Bismarckstraße – Hannover Messe/Laatzen                       | Alleen tijdens evenementen                    |